# Thomas Middelhoff

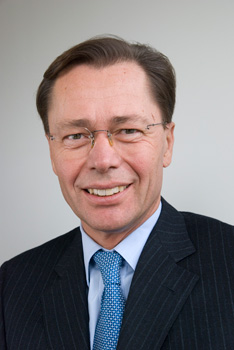
Thomas Middelhoff (2008)

Thomas Middelhoff (* 11. Mai 1953 in Düsseldorf) ist ein wegen Untreue verurteilter deutscher Manager. Er war von November 1998 bis Juli 2002 Vorstandsvorsitzender des Medienkonzerns Bertelsmann und von Juni 2004 bis Februar 2009 des Einzelhandelskonzerns Arcandor (bis 2007 KarstadtQuelle), der kurz nach seinem Ausscheiden Insolvenz erklären musste; hiervon betroffen waren auch Tochterfirmen wie Karstadt und das Versandhaus Quelle. Das Landgericht Essen verurteilte Middelhoff im November 2014 wegen Untreue in 27 Fällen und Steuerhinterziehung in drei Fällen zu einer Freiheitsstrafe von drei Jahren. Er trat am 13. Mai 2016 seine Haft im offenen Vollzug der Justizvollzugsanstalt Bielefeld-Senne an und wurde im November 2017 vorzeitig entlassen.

## Herkunft und Studium
Thomas Middelhoff wurde als drittes von fünf Kindern des aus Emsdetten stammenden Textilunternehmers Heinrich Middelhoff und dessen Frau Christine in Düsseldorf geboren. Aufgewachsen ist er in Düsseldorf und Ratingen. Nach dem Abitur 1975 studierte Thomas Middelhoff Betriebswirtschaftslehre an der Westfälischen Wilhelms-Universität Münster und arbeitete 1980 bis 1983 als wissenschaftlicher Assistent am Münsteraner Institut für Marketing bei Heribert Meffert. Er wurde 1987 mit einer Arbeit über die Integrierte Planung von Kommunikationssystemen: dargestellt an der Einführung von Btx in einzelhandelsorientierten Filialsystemen und Verbundgruppen promoviert.

## Karriere

### Bertelsmann

#### Mohndruck
Middelhoff arbeitete ab 1986 als Assistent der Geschäftsleitung der Graphischen Betriebe Mohndruck in Gütersloh, die Bertelsmann gehörten. Ein Jahr später wurde er Geschäftsführer der Konzerntochter Elsnerdruck in Berlin, 1989 Geschäftsführer von Mohndruck. 1990 wurde Middelhoff Vorstandsmitglied der Bertelsmann Druck- und Industriebetriebe. 1994 wurde er in den Vorstand der Bertelsmann AG berufen und übernahm die Leitung der Zentralen Unternehmensentwicklung sowie die Koordination der Multimedia-Geschäfte, wo er sich um die strategische Neuausrichtung des Konzerns im Bereich der elektronischen Unterhaltung kümmerte.

#### Digitale Medien
Middelhoff versuchte mehrfach, Bertelsmann im Bereich der digitalen Medien zu etablieren. So tätigte er für Bertelsmann zunächst kleinere Investments u. a. in die Berliner Firma Pixelpark. Später investierte er für Bertelsmann in den Online-Dienst America Online (AOL). Dieses Investment hatte auf Middelhoffs späteren Aufstieg zum Vorstandsvorsitzenden der Bertelsmann AG einen entscheidenden Einfluss. Middelhoff, ab Mai 1995 Aufsichtsratsmitglied von AOL, wurde in dieser Zeit ein enger Freund von Steve Case, dem Gründer von AOL. 1995 ging AOL Europe mit der Bertelsmann AG das Joint Venture AOL Deutschland ein, das 1998 beendet wurde. 2000 stieg Bertelsmann unter der Leitung von Middelhoff bei der Musiktauschbörse Napster ein, die 2002 schließlich Insolvenz anmeldete.

#### Vorstandsvorsitzender
Von November 1998 bis Juli 2002 war Middelhoff Vorsitzender des Vorstandes der Bertelsmann AG. In dieser Zeit baute er die RTL Group auf, heute der größte Betreiber von werbefinanziertem Privatfernsehen und Privatradio in Europa. Er baute die Buchsparte durch den Kauf von Random House zum Weltmarktführer aus, intensivierte die Internetaktivitäten des Unternehmens, u. a. 1999 durch den Start des internationalen Medienportals BOL (Bertelsmann Online). Zusätzlich war er involviert in ein geplantes Joint-Venture mit Amazon, das keine Zustimmung der Entscheider bekam. In seiner knapp vierjährigen Amtszeit verdoppelte sich der Umsatz der Bertelsmann AG. Allerdings verzeichnete Middelhoff auch einige Misserfolge. 2000 beteiligte sich Bertelsmann unter Middelhoffs Führung auf dem Höhepunkt der New-Economy-Euphorie an der Musiktauschbörse Napster, ein Deal, der ihm damals viel Kritik einbrachte. Bertelsmann verließ das Gemeinschaftsunternehmen AOL-Europe im Sommer 2000 nach der Fusion von AOL mit dem direkten Bertelsmann-Konkurrenten Time Warner und verkaufte den 50-Prozent-Anteil für 7,5 Milliarden Euro – der höchste Verkaufserlös, der bis dahin in der Geschichte des Internets erzielt worden war. Middelhoff verließ im Rahmen der Trennung auch den Aufsichtsrat von AOL. Nach dem Platzen der Dotcom-Blase kam es zu ersten Turbulenzen. Das nur mäßig erfolgreiche deutsche Portal von Bertelsmann Online wurde 2002 an buch.de verkauft.

#### Entlassung
Die Trennung zwischen Middelhoff und Bertelsmann im Juli 2002 ging auf Differenzen über die zukünftige Strategie des Unternehmens mit Reinhard Mohn, dem „Firmenpatriarchen“ der Bertelsmann AG, zurück. Strittig war insbesondere die Frage, ob das Unternehmen an die Börse gebracht und damit neues Geld zur weiteren Expansion beschafft werden oder ob die weitere Entwicklung aus dem Cashflow finanziert werden sollte. Weitere Streitpunkte waren auch Fragen der Unternehmenskultur. Middelhoff erhielt 25 Millionen Euro Abfindung.
Im Sommer 2003 wechselte Middelhoff zum Finanzinvestor Investcorp, einer in London ansässigen Private-Equity-Beteiligungsgesellschaft. Er war dort verantwortlich für europäische Unternehmensbeteiligungen.

#### Stiftung
Mit Umstrukturierung der Führung der Bertelsmann Stiftung im Jahr 2000 zog Middelhoff in das Kuratorium ein. Er gehörte dem Gremium bis Mitte 2002 an.

### KarstadtQuelle/Arcandor
Als Vertrauter von Madeleine Schickedanz wurde Thomas Middelhoff im Juni 2004 zum Vorsitzenden des Aufsichtsrates der KarstadtQuelle AG bestellt und übernahm im Mai 2005 den Posten des Vorstandsvorsitzenden (Liste hier).

#### Restrukturierungen
Middelhoff setzte die Umbenennung KarstadtQuelle in Arcandor durch und teilte das operative Geschäft in die drei Kernbereiche Warenhaus (Karstadt), Versandhandel (Primondo) und Touristik (Thomas Cook). Der Umsatz stieg durch den Ausbau des Touristikgeschäfts 2007 auf 21 Milliarden Euro und das Eigenkapital wuchs. Bis Ende 2008 sollte der Sanierungsprozess des Unternehmens abgeschlossen sein. Kritiker bemängelten, dass dies nur durch einen milliardenschweren Verkauf der Warenhausimmobilien an das Goldman-Sachs-Immobilienunternehmen Whitehall und ein von der Deutsche-Bank-Immobilientochter RREEF geführtes Konsortium erreicht worden sei. Karstadt war nach dem Verkauf nur noch Mieter der Warenhäuser und musste seitdem deutlich mehr für die Nutzung der Immobilien zahlen. Die monatlichen Mietzahlungen betrugen ca. 23 Millionen Euro, die an ein Konsortium aus der Investmentbank Goldman Sachs, der Deutschen Bank, der Immobiliensparte des italienischen Reifenherstellers Pirelli und der Generali-Versicherung sowie an den Oppenheim-Esch-Fonds gingen. Eigentümer nahezu sämtlicher Häuser war seit 2006 die Immobiliengesellschaft Highstreet. Die Laufzeiten der Mietverträge betrugen 15 Jahre, die gesamten, jährlichen Mietzahlungen etwa 280 Millionen Euro.
Seit 2007 war Middelhoff auch Chairman of the Board (Aufsichtsratsvorsitzender) der Thomas Cook Group, des weltweit zweitgrößten Touristikunternehmens, an dem die Arcandor 52 % der Anteile hielt.
Im November 2007 veräußerte Arcandor ohne Gegenleistung 51 % des unprofitablen Online-Versandhauses Neckermann an den US-amerikanischen Finanzinvestor Sun Capital Partners.
Neckermann sollte später an die Börse gebracht werden, was allerdings nie geschah. Die übrigen 49 Prozent der Anteile an Neckermann, die Arcandor zunächst behielt, wurden im Oktober 2010 ebenfalls von Sun Capital Partners übernommen, die damit Alleinaktionär von Neckermann wurde.

#### Krise und Insolvenz
Der Aktienkurs der Arcandor sank im Verlauf der Amtszeit Middelhoffs von ca. 10 Euro pro Aktie (Mai 2005) auf 1,30 Euro (Februar 2009).
Am 1. März 2009 wurde Middelhoff in seiner Position als Vorstandsvorsitzender der Arcandor und der Thomas Cook Group von Karl-Gerhard Eick, dem ehemaligen stellvertretenden Vorstandsvorsitzenden der Deutschen Telekom, abgelöst. Schon bei seinem Amtsantritt sprach Eick von einer Krise des Konzerns; im Mai 2009 musste Arcandor um staatliche Bürgschaften und Kredite bitten. Am 9. Juni 2009 beantragte Arcandor in Essen die Eröffnung des Insolvenzverfahrens. Am selben Tag wurde bekannt, dass die zuständige Staatsanwaltschaft ein vorläufiges Ermittlungsverfahren wegen Middelhoffs persönlicher Beteiligung am Oppenheim-Esch-Fonds eingeleitet hat.

### Nach Arcandor
Im Februar 2009 gründete Middelhoff mit Roland Berger und Florian Lahnstein (dem Sohn des ehemaligen Bundesfinanz- und Bundeswirtschaftsministers Manfred Lahnstein) in London die Investmentgesellschaft BLM (Berger Lahnstein Middelhoff & Partners LLP); Middelhoff wurde deren Vorsitzender. Für den Aufsichtsrat wurden prominente Mitglieder wie Wolfgang Clement, Manfred Lahnstein und Mark Wössner gewonnen. BLM ist aus dem Akquisitionszweckunternehmen Germany1 hervorgegangen, das bereits im Juli 2008 gegründet wurde mit dem „Ziel der Übernahme von einem oder mehreren operativen Unternehmen mit einem Wert von bis zu 3,0 Mrd. in Deutschland, Österreich oder der Schweiz“. Im September 2009 übernahm die Germany1 die Mehrheit an dem Hersteller von Stromversorgungsgeräten AEG Power Solutions. Zum Sommer 2010 wurde Germany1 in 3W Power Holdings umbenannt, der Firmensitz von der britischen Steueroase Guernsey nach Luxemburg verlagert und Middelhoff in den Verwaltungsrat gewählt. 2010 wurde dieses Unternehmen in zwei rechtlich und wirtschaftlich selbständige Unternehmen aufgespaltet: Pulse Capital Partners LLC in New York mit Thomas Middelhoff als Managing Partner sowie RiverRock European Capital Partners LLP in London. Pulse Capital Partners übernahm die Hedge-Fonds-Aktivitäten der Berger Lahnstein Middelhoff & Partners. Die offizielle Geschäftsaufnahme war März 2011. Das Unternehmen ist spezialisiert auf die Beratung von Investoren bei der Hedge-Fonds-Auswahl und Portfolio-Strukturierung.
Middelhoff war einer von drei Managing Partnern. 2013 gab Middelhoff bekannt, er habe eine neue Funktion als Vorstand und Teilhaber des Medienunternehmens BT Capital in Hongkong übernommen.

## Juristische Auseinandersetzungen nach der Insolvenz von Arcandor

### Untreue und Steuerhinterziehung
Die Staatsanwaltschaft Essen leitete nach einer Prüfung von Unterlagen am 12. Juni 2009 das Ermittlungsverfahren wegen des Vorwurfs der Untreue gegen Middelhoff ein, nachdem am Vorabend das ARD-Magazin Monitor über seine Immobiliengeschäfte berichtet hatte.
Im Juli 2010 verklagte der Insolvenzverwalter der Arcandor AG neben anderen ehemaligem Führungskräften auch Thomas Middelhoff auf Zahlung von insgesamt 175 Millionen Euro. Die Klage geht auf Immobilienverkäufe im Jahre 2002 durch Middelhoffs Vorgänger Wolfgang Urban zurück. Middelhoff wurde vorgeworfen, nach seinem Amtsantritt seinen Vorgänger Urban nicht auf Schadensersatz verklagt zu haben. Der Insolvenzverwalter wertet das als pflichtwidrige Unterlassung, die die Arcandor AG geschädigt habe. Die Manager hätten es außerdem unterlassen, die Überschreibung des Warenhauses an einen Immobilienfonds zu verhindern. Darauf habe der Immobilienfonds für das Kaufhausgebäude nach Ansicht des Arcandor-Insolvenzverwalters Hans-Gerd Jauch eine überhöhte Miete verlangt, gegen die Jauch vor Gericht klagte. Am 25. April 2012 entschied das Landgericht Essen in einem Grundurteil, dass Middelhoff und drei weitere ehemalige Vorstände ihre Pflichten verletzt hätten, da sie die Überschreibung eines Warenhauses in Wiesbaden an einen Immobilienfonds nicht verhinderten. Middelhoffs Anwalt kündigte umgehend Berufung an.
Ein besonders auffälliger Punkt im Untreueprozess war, dass sich Middelhoff mindestens 28-mal für insgesamt 80.000 Euro per Hubschrauber von seinem damaligen Wohnsitz in Bielefeld in die Konzernzentrale nach Essen fliegen ließ, weil er wegen einer Baustelle am Kamener Kreuz nicht im Stau stehen wollte. Im November 2013 berichtete Spiegel Online, Middelhoff habe einen Mahnbescheid über 120 Mio. Euro gegen die Insolvenzverwalter Klaus Hubert Görg und Hans-Gerd Jauch beantragt. Middelhoffs Anwalt begründete die Forderung mit „Imageschäden“ und „enormen geschäftlichen Schäden“. Die Insolvenzverwalter widersprachen der Forderung.
Am 14. November 2014 verurteilte das Landgericht Essen Thomas Middelhoff wegen Untreue in 27 Fällen und Steuerhinterziehung in drei Fällen zu einer Freiheitsstrafe von drei Jahren; Grund dafür waren die Arcandor in Rechnung gestellte Festschrift für seinen Mentor Mark Wössner und private Reisen Middelhoffs, die vom Arcandor-Konzern bezahlt wurden.
Noch im Gerichtssaal erließ das Gericht Haftbefehl wegen Fluchtgefahr und Middelhoff wurde sofort in Untersuchungshaft genommen. Das Gericht sah bei Middelhoff Fluchtgefahr, weil er einen ausländischen Wohnsitz hatte und im Besitz eines zweiten Reisepasses mit einem Visum für China war. Das Urteil ist rechtskräftig, weil der Bundesgerichtshof die von Middelhoff eingelegte Revision mit Beschluss vom 17. Februar 2016 zurückgewiesen hat. Middelhoff, dem zunächst gegen eine Kaution in Höhe von 895.000 Euro Haftverschonung gewährt worden war, verbüßte ab dem 13. Mai 2016 seine Freiheitsstrafe in der Justizvollzugsanstalt Bielefeld-Senne im offenen Vollzug. Ab Mai 2016 arbeitete Middelhoff bei der Bodelschwinghschen Stiftung Bethel für rund 1800 Euro monatlich. Er wurde am 16. November 2017 vorzeitig aus der Haft entlassen.

### Ungerechtfertigte Boni
Bei seinem Abschied von Arcandor wollte Middelhoff neben seinem Grundgehalt von 1,2 Millionen Euro für sich noch 2,2 Millionen Euro, als „Bonus, Tantieme und Sondervergütung“ deklarieren. Der Konzern hatte allerdings 2008 einen Verlust von 746 Millionen Euro verzeichnet.
In einem Rechtsstreit mit dem Arcandor-Insolvenzverwalter wurde Middelhoff am 9. September 2013 vom Landgericht Essen unter anderem wegen ungerechtfertigter Boni zur Rückzahlung von rund 3,4 Millionen Euro verurteilt. Middelhoffs Anwalt kündigte Berufung an.
Ab 11. Mai 2017 stand Middelhoff in einem weiteren Prozess vor dem Essener Landgericht. Die Anklage der Staatsanwaltschaft Bochum lautete auf Anstiftung zur Untreue. Sechs damalige Aufsichtsratsmitglieder mussten sich im selben Verfahren wegen des Vorwurfs der Untreue verantworten, darunter Friedrich Carl Janssen, Hans Reischl und Leo Herl. Es ging um Bonuszahlungen in Höhe von 2,3 Millionen Euro für Middelhoff und 1,38 Millionen Euro für den ehemaligen Finanzvorstand Peter Diesch, die diese im Jahre 2008 kurz vor der Konzernpleite erhalten haben sollten. Am 21. Juni 2017 stellte das Essener Landgericht das Verfahren gegen Middelhoff wegen Anstiftung zur Untreue vorläufig ein.

## Mandate und Mitgliedschaften

### Ab 2003
Von September 2003 bis Februar 2014 war Middelhoff Mitglied im Board of Directors der New York Times Company, die neben der New York Times die International Herald Tribune, den Boston Globe und zahlreiche weitere Zeitungen herausgibt und zudem Inhaberin mehrerer Fernseh- und Radiostationen ist.

### Ab 2006
Im Juli 2006 übernahm er den Vorsitz im Aufsichtsrat der Senator Entertainment AG. 2011 gab er den Vorsitz auf eigenen Wunsch wieder ab. Er blieb aber weiterhin im Aufsichtsrat.
Ab 2007 war er Mitglied der von Bundesumweltminister Sigmar Gabriel anlässlich der neunten UN-Naturschutzkonferenz „Biodiversitätskonvention CBD-COP9“ ins Leben gerufenen „Naturallianz“, eine Initiative der Bundesregierung, in der sich Persönlichkeiten aus Politik, Wirtschaft, Medien, Wissenschaft und Kultur zusammenschlossen um sich für den Erhalt der Biodiversität einzusetzen.
Außerdem war er Aufsichtsratsvorsitzender der Moneybookers, einem Online-Payment-Anbieter Europas mit Sitz in London. Ende November 2014 verzeichnete Nachfolgeunternehmen Skrill Middelhoff nicht mehr als Mitglied der Unternehmensführung.

### Ab 2008
Von März 2008 an saß Middelhoff für fünf Jahre im Hochschulrat der Westfälischen Wilhelms-Universität in Münster.
Im Dezember 2009 wurde Middelhoff in den Aufsichtsrat der Marseille-Kliniken AG gewählt, dessen Vorsitz er ab 2011 übernahm. Am 21. August 2014 trat er vom Vorsitz mit sofortiger Wirkung zurück und verließ im Zuge dessen das Unternehmen. Als Begründung gab er seine persönliche „Eingebundenheit in die Regelung seiner prozessualen Angelegenheiten“ an, die „derzeit seine volle Kraft und Konzentration“ erforderten.
Ab Mai 2010 saß Middelhoff als Mitglied des Hochschulrates im Finanzausschuss der Universität Münster. Seit Ende November 2014 ist er nicht mehr Mitglied dieses Ausschuss'.

## Privatleben

### Familie
Middelhoff war mit der Architektin Cornelie Middelhoff verheiratet, mit der er drei Söhne und zwei Töchter hat. Die Ehe wurde 2018 geschieden. Seit 2021 ist er in zweiter Ehe mit der Journalistin und Chefredakteurin von Der Feinschmecker, Deborah Middelhoff (vormals Gottlieb), verheiratet. Sie gab im November 2023 bekannt, aufgrund der antisemitischen Ausschreitungen während des Krieges in Israel und Gaza 2023 und ihrer Zugehörigkeit zur jüdischen Glaubensgemeinschaft Deutschland verlassen zu wollen.

### Wohnsitz
Im April 2013 verlegte Middelhoff seinen Wohnsitz von Bielefeld nach Saint-Tropez. Im Dezember 2013 berichtete der Spiegel, dass die Verlegung des Wohnsitzes nach französischem Recht „angeblich“ nicht möglich sei, wenn man einen Zweitwohnsitz im Ausland habe, und dass der Wohnsitzwechsel gleichwohl „Gläubiger des Paares“ nervös mache, sodass einige der Gläubiger den Gerichtsvollzieher eingeschaltet hätten. Laut Medienberichten wohnt Middelhoff seit mindestens 2019 in Hamburg-Winterhude.

### Offene Geldforderungen
Im Juni 2014 berichteten Medien, dass eine Gerichtsvollzieherin des Amtsgerichts Essen einen Haftbefehl gegen Middelhoff beantragt habe, um damit im Zusammenhang mit unbeglichenen Forderungen des Insolvenzverwalters der Arcandor in Höhe von 3,4 Millionen Euro eine Vermögensauskunft zu erzwingen.
Middelhoffs ehemaliger Partner Roland Berger forderte im Mai 2014 6,79 Millionen Euro von Middelhoff zurück, die er ihm geliehen habe. Die Forderung ließ er ihm per Gerichtsvollzieher in das Landgericht Essen zustellen, wo sein Verfahren wegen Untreue verhandelt wurde.
Am 11. Juni 2014 wurde im Zusammenhang mit den Forderungen von Roland Berger bei einem Gerichtstermin Middelhoffs versucht, durch eine Taschenpfändung an Barvermögen zu gelangen, was jedoch scheiterte, weil Middelhoff lediglich 56 Euro – einen Geldbetrag unterhalb der Pfändungsgrenze – bei sich führte. Bei einer Taschenpfändung im August 2014 wurde bei Middelhoff eine wertvolle Uhr vorgefunden, die insolvenzrechtkonform eingezogen wurde und bei einer späteren Versteigerung einen Erlös von 10.351 Euro einbrachte. Laut Pressemeldungen vom Juli 2014 bedienten Middelhoff und seine Ehefrau seit geraumer Zeit auch Kredite bei der Sparkasse KölnBonn nicht mehr, der sie gut drei Millionen Euro schuldeten. Auch Middelhoffs ehemaliger Vermögensberater Josef Esch bewirkte einen Vollstreckungstitel gegen Middelhoff über eine Summe von 2,5 Millionen Euro, die Middelhoff ihm vor allem für die Nutzung einer Yacht im Mittelmeer schuldete.

### Privatinsolvenz
Am 25. Juli 2014 gab Middelhoff in Essen eine Vermögensauskunft ab. Presseberichten, er sei zahlungsunfähig, widersprach Middelhoff unter Verweis auf seine Liquidität bei der Bank Sal. Oppenheim, die diese allerdings in einer gerichtlichen Auseinandersetzung blockiere. Außerdem besitze er weitere Vermögenswerte. Am 31. März 2015 stellte Middelhoff beim Amtsgericht Bielefeld einen Antrag auf Privatinsolvenz. Das Gericht eröffnete das Insolvenzverfahren am 3. Juli 2015.

## Auszeichnungen
- 1998: Vernon A. Walters Award[73]
- 2007: Bayreuther Vorbildpreis der „bayreuther dialoge“, dem Zukunftsforum für Ökonomie, Philosophie und Gesellschaft[74]
- 2008: Ehrendoktorwürde der Handelshochschule Leipzig[75] (entzogen 2016)[76]

## Rezeption
Thomas Middelhoff wurde für die Förderung mehrerer Universitäten (u. a. der Saïd Business School an der Universität Oxford und die Universität Witten/Herdecke) kritisiert, weil er dafür Firmengelder zur Verfügung gestellt hatte, währenddessen der Firmenbelegschaft bei Arcandor bzw. Karstadt bereits Urlaubs- und Weihnachtsgelder gekürzt worden waren.
Middelhoff war die Vorlage für die Hauptfigur des 2012 erschienenen Schlüsselromans Johann Holtrop von Rainald Goetz. Im Interview der Literarischen Welt 2019 zum Roman gab er an, dass er den Roman nicht gelesen habe, und kritisierte dessen Autor Goetz dennoch dafür, kein Gespräch mit ihm gesucht zu haben. Goetz hätte dadurch nur einen Blick von außen gehabt.
In der Haft verfasste Middelhoff seine Autobiografie A 115 – Der Sturz, die im September 2017 veröffentlicht wurde. Am 20. Oktober 2017 gab das Landgericht Stuttgart einem Unterlassungsantrag des Nachrichtenmagazins Der Spiegel statt, sodass das Buch in seiner ursprünglichen von Middelhoff verfassten Version nicht weiter verkauft werden durfte. Middelhoff hatte in dem Buch behauptet, die Redakteure des Spiegels hätten unsauber recherchiert, Fakten unterschlagen und sich auf zweifelhafte Quellen gestützt.
Am 23. November 2017 sollte im WDR die Dokumentation Menschen hautnah: Thomas Middelhoff – Absturz eines Topmanagers gesendet werden. Der WDR stoppte drei Tage vor dem geplanten Termin die Ausstrahlung, nachdem er erfahren hatte, dass der Produzent mit Middelhoff eine Absprache getroffen hatte. Middelhoff wurde Einfluss auf das Drehbuch eingeräumt, und die Dokumentation sollte ihm vor der öffentlichen Ausstrahlung zur Prüfung vorgeführt werden, was journalistischen Grundregeln widerspräche.
Im Oktober 2020 wurde sein Buch Zukunft verpasst? Warum Deutschland die Digitalisierung verschlafen hat. Und wie uns die Krise hilft, den Anschluss doch noch zu schaffen. veröffentlicht, das Middelhoff zusammen mit dem Unternehmer Cornelius Boersch verfasst hat. Das Buch befasst sich mit möglichen Lehren aus der COVID-19-Pandemie und der daraus entstandenen Wirtschaftskrise 2020 für die Digitalisierung.

## Veröffentlichungen
- als Herausgeber: Reinhard Mohn: Unternehmer – Stifter – Bürger. Gütersloh, Verlag Bertelsmann-Stiftung, 2001, ISBN 3-89204-564-X.
- Thomas Middelhoff: A 115 – Der Sturz. Mit einem Nachwort von Bernd Schünemann. Langen Müller, München 2017, ISBN 978-3-7844-3425-4.
- Thomas Middelhoff: Schuldig: Vom Scheitern und Wiederaufstehen. Adeo, Asslar 2019, ISBN 978-3-86334-240-1.
- Thomas Middelhoff und Cornelius Boersch: Zukunft verpasst?: Warum Deutschland die Digitalisierung verschlafen hat. Und wie uns die Krise hilft, den Anschluss doch noch zu schaffen. Adeo, 2020, ISBN 978-3-86334-284-5